# Collegio di Arundel and South Downs
Arundel and South Downs è un collegio elettorale inglese situato nel West Sussex rappresentato alla Camera dei comuni del parlamento del Regno Unito. Elegge un membro del parlamento con il sistema maggioritario a turno unico; l'attuale parlamentare è Andrew Griffith del Partito Conservatore, che rappresenta il collegio dal 2019.

## Estensione

Arundel and South Downs dal 2010 al 2024

Il collegio comprende la città di Arundel e città e villaggi del parco nazionale delle South Downs, i maggiori dei quali sono Petworth, Pulborough, Steyning e Storrington.
- 2010-2024: i ward del distretto di Arun di Angmering, Arundel, Barnham, Findon e Walberton, i ward del distretto di Chichester di Bury, Petworth e Wisborough Green, i ward nel Mid Sussex di Hassocks e Hurstpierpoint and Downs e i ward del distretto di Horsham di Bramber, Upper Beeding and Woodmancote, Chanctonbury, Chantry, Cowfold, Partridge Green, Shermanbury and West Grinstead, Henfield, Pulborough and Coldwaltham e Steyning.
- dal 2024: i ward del distretto di Arun di Arundel and Walberton, Barnham e Felpham East, i ward del distretto di Chichester di Easebourne, Fernhurst, Fittleworth, Goodwood (distretti elettorali GWBX, GWEA, GWED, GWSI e GWUP), Harting, Loxwood, Midhurst e Petworth e i waard del distretto di Horsham di Bramber, Upper Beeding and Woodmancote, Henfield, Pulborough, Coldwaltham and Amberley, Steyning and Ashurst, Storrington and Washington e West Chiltington, Thakeham and Ashington.[1]

Nel 2010, nelle raccomandazioni della Boundary Commission, fu inizialmente proposto il nome Chanctonbury per il collegio, prendendo spunto da un antico forte posto al centro dell'area. Questo nome fu rifiutato durante il processo di consultazione, nella quale fu scelto il nome attuale.

## Membri del parlamento
| Elezione | Elezione        | Deputato      | Partito      |
| -------- | --------------- | ------------- | ------------ |
|          | 1997            | Howard Flight | Conservatore |
| 2005     | Nick Herbert    |               | Conservatore |
| 2019     | Andrew Griffith |               | Conservatore |

## Elezioni

### Elezioni negli anni 2020
| Partito                    | Partito                                   | Candidato                  | Risultati 4 luglio 2024 | Risultati 4 luglio 2024 |
| Partito                    | Partito                                   | Candidato                  | Voti                    | %                       |
| -------------------------- | ----------------------------------------- | -------------------------- | ----------------------- | ----------------------- |
|                            | Conservatore                              | Andrew Griffith            | 22 001                  | 40,19                   |
|                            | Lib Dem                                   | Richard Allen              | 9 867                   | 18,03                   |
|                            | Laburista                                 | Chris Philipsborn          | 9 782                   | 17,87                   |
|                            | Reform UK                                 | David Thomas               | 7 391                   | 13,50                   |
|                            | Verdi                                     | Steve McAuliff             | 5 515                   | 10,07                   |
|                            | Social Democratico                        | Mike Smith                 | 184                     | 0,34                    |
|                            |                                           |                            |                         |                         |
| Iscritti                   | Iscritti                                  | Iscritti                   | 77 969                  | 100,00                  |
| ↳ Votanti (% su iscritti)  | ↳ Votanti (% su iscritti)                 | ↳ Votanti (% su iscritti)  | 54 740                  | 70,21                   |
| ↳ Astenuti (% su iscritti) | ↳ Astenuti (% su iscritti)                | ↳ Astenuti (% su iscritti) | 23 229                  | 29,79                   |
|                            |                                           |                            |                         |                         |
|                            | Esito: collegio confermato a Conservatore |                            |                         |                         |

### Elezioni negli anni 2010
| Partito                    | Partito                                   | Candidato                  | Risultati 12 dicembre 2019 | Risultati 12 dicembre 2019 |
| Partito                    | Partito                                   | Candidato                  | Voti                       | %                          |
| -------------------------- | ----------------------------------------- | -------------------------- | -------------------------- | -------------------------- |
|                            | Conservatore                              | Andrew Griffith            | 35 566                     | 57,92                      |
|                            | Lib Dem                                   | Alison Bennett             | 13 045                     | 21,24                      |
|                            | Laburista                                 | Bella Sankey               | 9 722                      | 15,83                      |
|                            | Verdi                                     | Isabel Thurston            | 2 519                      | 4,10                       |
|                            | Indipendente                              | Robert Wheal               | 556                        | 0,91                       |
|                            |                                           |                            |                            |                            |
| Iscritti                   | Iscritti                                  | Iscritti                   | 81 726                     | 100,00                     |
| ↳ Votanti (% su iscritti)  | ↳ Votanti (% su iscritti)                 | ↳ Votanti (% su iscritti)  | 61 408                     | 75,14                      |
| ↳ Astenuti (% su iscritti) | ↳ Astenuti (% su iscritti)                | ↳ Astenuti (% su iscritti) | 20 318                     | 24,86                      |
|                            |                                           |                            |                            |                            |
|                            | Esito: collegio confermato a Conservatore |                            |                            |                            |

| Partito                    | Partito                                   | Candidato                  | Risultati 8 giugno 2017 | Risultati 8 giugno 2017 |
| Partito                    | Partito                                   | Candidato                  | Voti                    | %                       |
| -------------------------- | ----------------------------------------- | -------------------------- | ----------------------- | ----------------------- |
|                            | Conservatore                              | Nick Herbert               | 37 573                  | 62,36                   |
|                            | Laburista                                 | Caroline Fife              | 13 690                  | 22,72                   |
|                            | Lib Dem                                   | Shweta Kapadia             | 4 783                   | 7,94                    |
|                            | Verdi                                     | Jo Prior                   | 2 542                   | 4,22                    |
|                            | UKIP                                      | John Wallace               | 1 668                   | 2,77                    |
|                            |                                           |                            |                         |                         |
| Iscritti                   | Iscritti                                  | Iscritti                   | 80 772                  | 100,00                  |
| ↳ Votanti (% su iscritti)  | ↳ Votanti (% su iscritti)                 | ↳ Votanti (% su iscritti)  | 60 256                  | 74,60                   |
| ↳ Astenuti (% su iscritti) | ↳ Astenuti (% su iscritti)                | ↳ Astenuti (% su iscritti) | 20 516                  | 25,40                   |
|                            |                                           |                            |                         |                         |
|                            | Esito: collegio confermato a Conservatore |                            |                         |                         |

| Partito                    | Partito                                   | Candidato                  | Risultati 7 maggio 2015 | Risultati 7 maggio 2015 |
| Partito                    | Partito                                   | Candidato                  | Voti                    | %                       |
| -------------------------- | ----------------------------------------- | -------------------------- | ----------------------- | ----------------------- |
|                            | Conservatore                              | Nick Herbert               | 34 331                  | 60,79                   |
|                            | UKIPLaburista                             | Peter Grace                | 8 154                   | 14,44                   |
|                            | Laburista                                 | Christopher Wellbelove     | 6 324                   | 11,20                   |
|                            | Lib Dem                                   | Shweta Kapadia             | 4 062                   | 7,19                    |
|                            | Verdi                                     | Isabel Thurston            | 3 606                   | 6,38                    |
|                            |                                           |                            |                         |                         |
| Iscritti                   | Iscritti                                  | Iscritti                   | 77 259                  | 100,00                  |
| ↳ Votanti (% su iscritti)  | ↳ Votanti (% su iscritti)                 | ↳ Votanti (% su iscritti)  | 56 477                  | 73,10                   |
| ↳ Astenuti (% su iscritti) | ↳ Astenuti (% su iscritti)                | ↳ Astenuti (% su iscritti) | 20 782                  | 26,90                   |
|                            |                                           |                            |                         |                         |
|                            | Esito: collegio confermato a Conservatore |                            |                         |                         |

| Partito                    | Partito                                   | Candidato                  | Risultati 6 maggio 2010 | Risultati 6 maggio 2010 |
| Partito                    | Partito                                   | Candidato                  | Voti                    | %                       |
| -------------------------- | ----------------------------------------- | -------------------------- | ----------------------- | ----------------------- |
|                            | Conservatore                              | Nick Herbert               | 32 333                  | 57,76                   |
|                            | Lib Dem                                   | Derek Deedman              | 15 642                  | 27,94                   |
|                            | Laburista                                 | Tim Lunnon                 | 4 835                   | 8,64                    |
|                            | UKIP                                      | Stuart Bower               | 3 172                   | 5,67                    |
|                            |                                           |                            |                         |                         |
| Iscritti                   | Iscritti                                  | Iscritti                   | 77 537                  | 100,00                  |
| ↳ Votanti (% su iscritti)  | ↳ Votanti (% su iscritti)                 | ↳ Votanti (% su iscritti)  | 55 982                  | 72,20                   |
| ↳ Astenuti (% su iscritti) | ↳ Astenuti (% su iscritti)                | ↳ Astenuti (% su iscritti) | 21 555                  | 27,80                   |
|                            |                                           |                            |                         |                         |
|                            | Esito: collegio confermato a Conservatore |                            |                         |                         |

### Elezioni negli anni 2000
| Partito                    | Partito                                   | Candidato                  | Risultati 5 maggio 2005 | Risultati 5 maggio 2005 |
| Partito                    | Partito                                   | Candidato                  | Voti                    | %                       |
| -------------------------- | ----------------------------------------- | -------------------------- | ----------------------- | ----------------------- |
|                            | Conservatore                              | Nick Herbert               | 24 752                  | 49,81                   |
|                            | Lib Dem                                   | Derek Deedman              | 13 443                  | 27,05                   |
|                            | Laburista                                 | Sharon Whitlam             | 8 482                   | 17,07                   |
|                            | UKIP                                      | Andrew Moffat              | 2 700                   | 5,43                    |
|                            | Protest Vote                              | Mark Stack                 | 313                     | 0,63                    |
|                            |                                           |                            |                         |                         |
| Iscritti                   | Iscritti                                  | Iscritti                   | 72 540                  | 100,00                  |
| ↳ Votanti (% su iscritti)  | ↳ Votanti (% su iscritti)                 | ↳ Votanti (% su iscritti)  | 49 690                  | 68,50                   |
| ↳ Astenuti (% su iscritti) | ↳ Astenuti (% su iscritti)                | ↳ Astenuti (% su iscritti) | 22 850                  | 31,50                   |
|                            |                                           |                            |                         |                         |
|                            | Esito: collegio confermato a Conservatore |                            |                         |                         |

| Partito                    | Partito                                   | Candidato                  | Risultati 7 giugno 2001 | Risultati 7 giugno 2001 |
| Partito                    | Partito                                   | Candidato                  | Voti                    | %                       |
| -------------------------- | ----------------------------------------- | -------------------------- | ----------------------- | ----------------------- |
|                            | Conservatore                              | Howard Flight              | 23 969                  | 52,23                   |
|                            | Lib Dem                                   | Derek R. Deedman           | 10 265                  | 22,37                   |
|                            | Laburista                                 | Charles S. Taylor          | 9 488                   | 20,68                   |
|                            | UKIP                                      | Robert Perrin              | 2 167                   | 4,72                    |
|                            |                                           |                            |                         |                         |
| Iscritti                   | Iscritti                                  | Iscritti                   | 70 925                  | 100,00                  |
| ↳ Votanti (% su iscritti)  | ↳ Votanti (% su iscritti)                 | ↳ Votanti (% su iscritti)  | 45 889                  | 64,70                   |
| ↳ Astenuti (% su iscritti) | ↳ Astenuti (% su iscritti)                | ↳ Astenuti (% su iscritti) | 25 036                  | 35,30                   |
|                            |                                           |                            |                         |                         |
|                            | Esito: collegio confermato a Conservatore |                            |                         |                         |

## Risultati dei referendum
|             | Collegio                | Lasciare UE % | Rimanere in UE % |
| ----------- | ----------------------- | ------------- | ---------------- |
|             | Arundel and South Downs | 50,6%         | 49,4%            |
| Inghilterra | 53,3%                   | 46,7%         |                  |
| Regno Unito | 51,9%                   | 48,1%         |                  |